# پیرزیسن
پیرزیسن (به لاتین: Pyrzyce) یک شهر و گمینا در لهستان است که در گمینا پژتسه واقع شده‌است. پیرزیسن ۳۹ کیلومتر مربع مساحت و ۱۳٬۳۳۱ نفر جمعیت دارد.

## خواهرخوانده
شهرهای Goleniów، باد زولزه، کورباخ، ویسوکه میتو و Złocieniec خواهرخوانده‌های پیرزیسن هستند.